# Naturschutzgebiet Großer Kluskopf
Das Naturschutzgebiet Großer Kluskopf mit einer Größe von 2,5 ha liegt südlich von Brilon-Wald im Stadtgebiet von Brilon. Das Gebiet wurde 2008 mit dem Landschaftsplan Hoppecketal durch den Hochsauerlandkreis als Naturschutzgebiet (NSG) ausgewiesen.

## Gebietsbeschreibung
Beim NSG handelt es sich um einen Moorbirkenbruch in über 700 m auf dem Berg Großer Kluskopf. Auch ein Rotfichtenbestand und Bereiche mit Rotbuchen gehört zum NSG. Im NSG kommen seltene Tier- und Pflanzenarten vor.
Das Landesamt für Natur, Umwelt und Verbraucherschutz Nordrhein-Westfalen dokumentierte im Schutzgebiet Pflanzenarten wie Flatter-Binse, Flutender Schwaden, Goldenes Frauenhaarmoos, Harzer Labkraut, Hasenpfoten-Segge, Heidelbeere, Moor-Birke, Rasen-Schmiele und Schnabel-Segge.

## Schutzzweck
Das NSG soll den Wald mit dessen Arteninventar schützen. Wie bei allen Naturschutzgebieten in Deutschland wurde in der Schutzausweisung darauf hingewiesen, dass das Gebiet „wegen der Seltenheit, besonderen Eigenart und Schönheit des Gebietes“ zum Naturschutzgebiet wurde.
Der Landschaftsplan führt zum speziellen Schutzzweck auf: „Erhaltung einer regional bedeutsamen, seltenen und gefährdeten Pflanzengesellschaft und Lebensgemeinschaft teilweise seltener Arten; Optimierung und Stabilisierung dieser wissenschaftlich und landeskundlich wertvollen Fläche durch geeignete Entwicklungs- und Pflegemaßnahmen.“